# Chris Conrad
Christopher Andrew „Chris” Conrad (ur. 30 czerwca 1970 w Fort Lauderdale na Florydzie) – amerykański aktor filmowy i telewizyjny, znany z ról w takich filmach jak Młody Herkules, Odlotowe szaleństwo, Karate Kid IV: Mistrz i uczennica czy JAG – Wojskowe Biuro Śledcze. Zagrał również rolę Johnny’ego Cage’a w filmie Mortal Kombat 2: Unicestwienie z 1997 roku, będącym kontynuacją pierwszej części filmu.

## Filmografia

### Filmy fabularne
- 1994: Stan zagrożenia jako snajper sierżant
- 1994: Karate Kid IV: Mistrz i uczennica jako Eric McGowen
- 1994: Specjalista jako oficer
- 1997: Mortal Kombat 2: Unicestwienie jako Johnny Cage

### Seriale TV
- 1995: JAG – Wojskowe Biuro Śledcze jako sierżant Lowell
- 1998: Herkules jako młody Jason
- 1998–1999: Młody Herkules jako Jason
- 2006: Kości jako agent
- 2006: Zabójcze umysły jako zastępca szeryfa Mack
- 2007: Powrót do życia jako policjant SWAT
- 2015–2018: Patriot jako Dennis McClaren